# Пита
Пи́та (от греч. πήττα — «хлеб, пирог», или от ивр. פיתה‎) — пресная лепёшка, круглый, плоский хлеб, который выпекают как из обойной муки, так и из пшеничной муки высшего сорта. Популярен в Средиземноморье и в странах Ближнего Востока. Отличительная особенность традиционной арабской питы — водяной пар, образующийся в тесте при выпечке питы, скапливается в пузыре в центре лепёшки, отделяя слои теста. Таким образом, внутри лепёшки образуется «карман», который можно открыть, и в который можно положить начинку, например, салаты или мясо. Средний диаметр традиционной арабской питы — обычно 15—20 сантиметров.
Кроме питы с «карманом», существуют ещё несколько разновидностей пит, например, к таким разновидностям можно отнести армянский лаваш (большие пышные караваи без кармашка), иракские лафы, друзские питы (чрезвычайно тонкие, но очень большие лепёшки), индийские чапати, турецкие пиде (pide).

## Этимология
В древнерусском языке заимствованное из греческого слово «пита» в значениях «хлеб», «пирог» фиксируется в XII веке.
Современное «пита» может быть заимствованием как из греческого (πήττα, питта) так и из иврита (פיתה‎, пита), при этом в греческом под πήττα подразумевается обычная лепешка, а лепешка с карманом именуется αραβική πίτα — «арабская пита». В арабском пита называется араб. الخبز العربي‎ (al-khubz al-ʿarabiyy, «арабский хлеб»). Относительно происхождения слова в греческом языке имеется множество конкурирующих теорий, по одной из них «пита» имеет общее происхождение с «пицца», по другой — заимствовано из иуд.-арам. פיתא‎ пи́та. В современном смысле слово пита (ивр. פיתה‎) зафиксировано в иврите в 1950-х годах, при этом по звучанию оно соответствует иудео-арамейскому פיתא‎, восходящему к др.-евр. פת‬ пат со значением «каравай», «хлеб» (например, в Быт. 18:5).

## История
История питы уходит корнями в доисторические лепешки Ближнего Востока. Есть свидетельства того, что примерно 14 500 лет назад (в каменном веке) натуфийцы на территории современной Иордании готовили своего рода лепёшки из зёрен дикорастущих злаков. Древняя пшеница и ячмень были одними из первых одомашненных культур в период неолита, около 10 000 лет назад, в период Плодородного полумесяца. Четыре тысячи лет назад хлеб занимал центральное место в таких обществах, как в Вавилонской Месопотамии, откуда берут своё начало самые ранние письменные записи и рецепты выпечки хлеба и где лепёшки, похожие на лаваш, готовились в тандыре.
Первые упоминания о таком хлебе находятся в Ветхом Завете и упоминается как пат ле́хем (др.-евр. פת לחם‬), что можно перевести как «большая хлебная пита», «каравай». На русский это словосочетание переведено просто «хлеб» (например, см. Быт. 18:5).

Однако в древних текстах или в каких-либо средневековых арабских кулинарных книгах нет никаких упоминаний о двухслойной «карманной пите», приготовленной на пару, а, по мнению историков кулинарии, таких как Чарльз Перри и Гил Маркс, это было изобретено позднее.

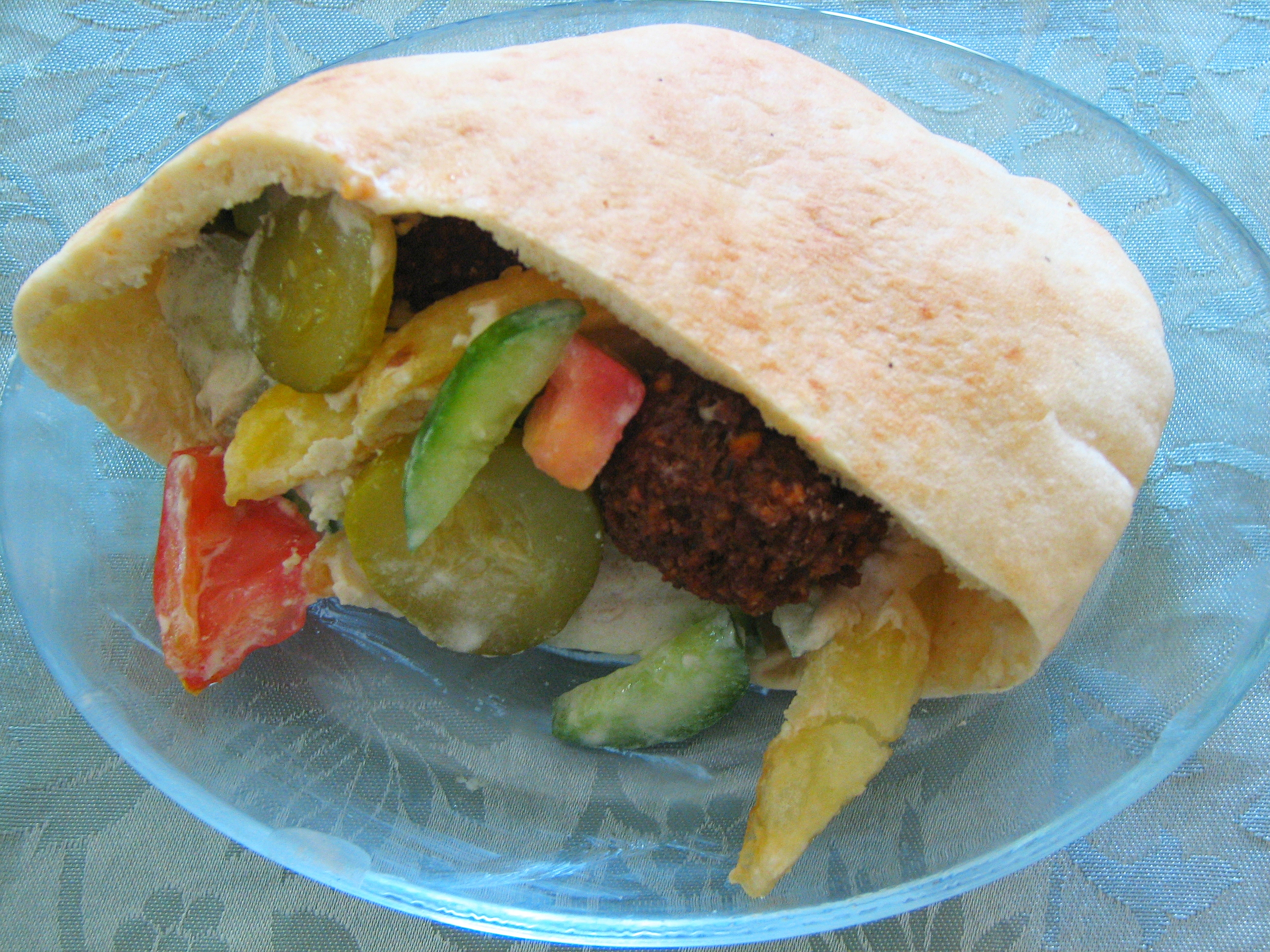
Пита с фалафелем и овощами
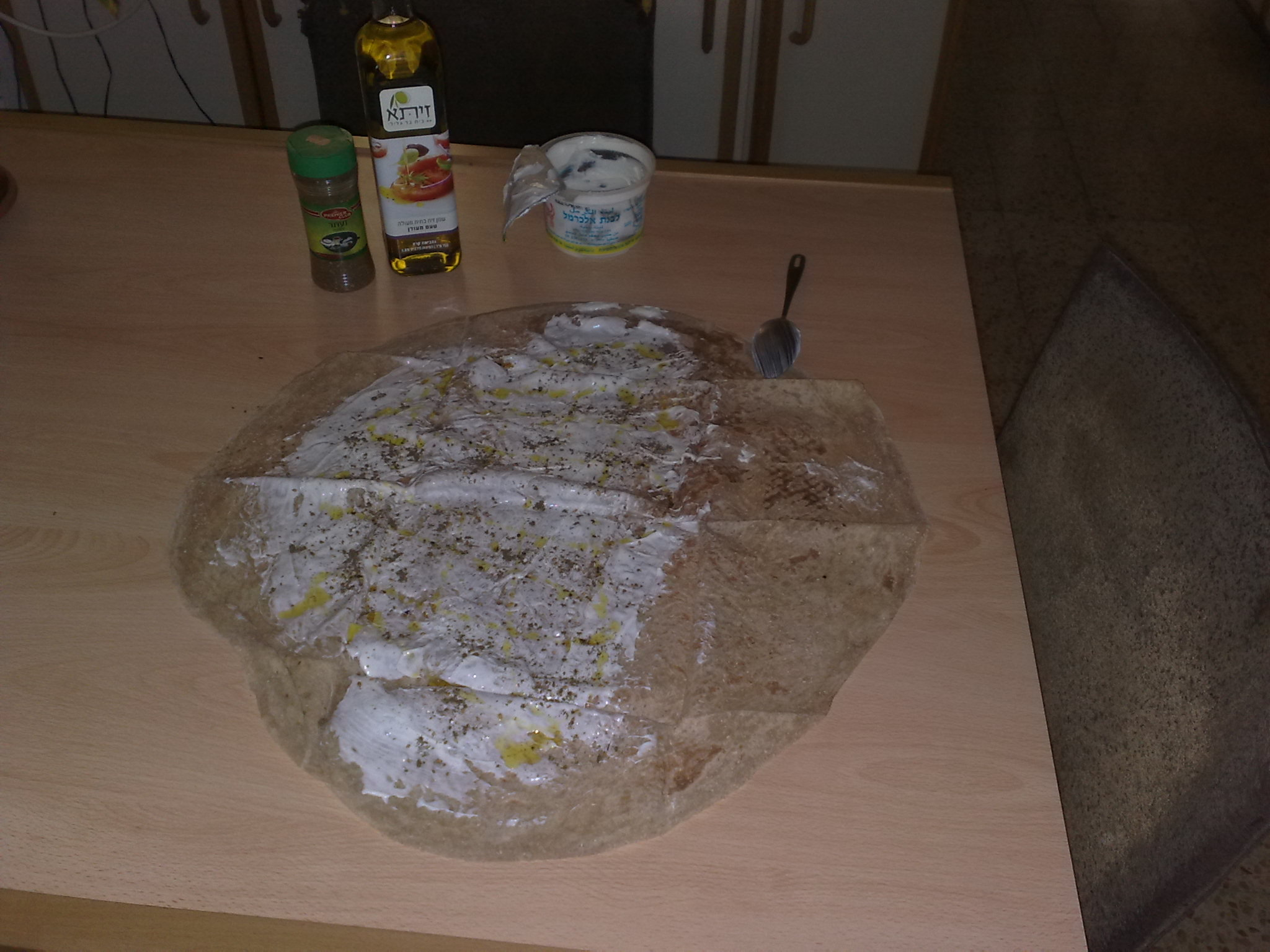
Друзская пита в процессе приготовления
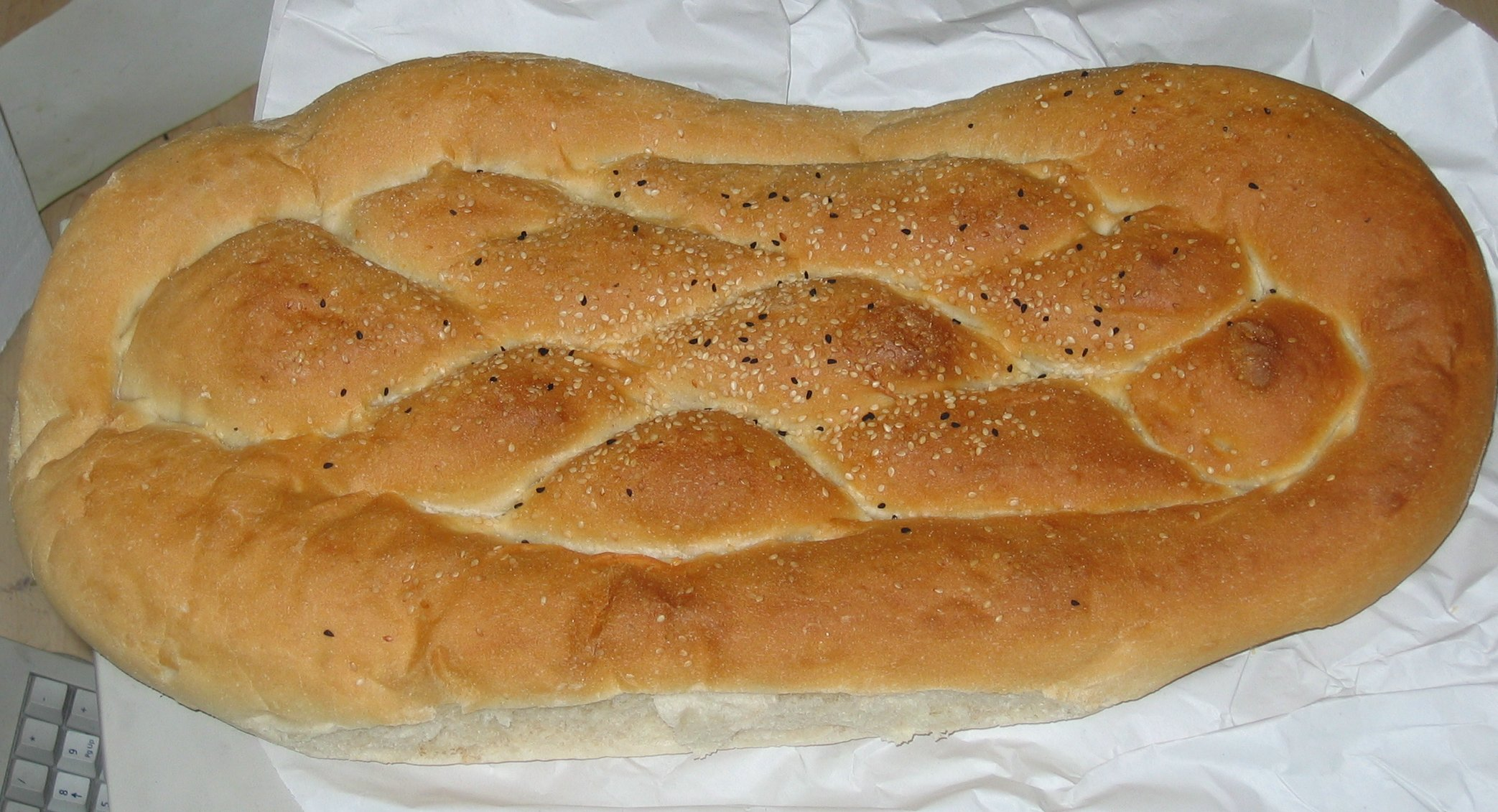
Турецкая пиде